# Aloisio Gritti
Aloisio Gritti (n. 1480, Constantinopol, Imperiul Otoman – d. 9 octombrie 1534, Mediaș, Regatul Ungariei Răsăritene) a fost un fiu nelegitim al dogelui venețian Andrea Gritti. A fost un personaj istoric controversat, care a lucrat în slujba Imperiului Otoman. Participant la bătălia de la Mohács din 1526, în anul 1529 a fost desemnat de sultanul Soliman Magnificul consilier și supraveghetor al voievodului Transilvaniei, Ioan Zápolya.
Intențiile lui Gritti era să dobândească titlul de guvernator al Ungariei și să-și asigure stăpânirea unui „regat” al Daciei, prin numirea celor doi fii ai săi ca domnitori în Moldova și Țara Românească. Pentru a-și realiza planul, în anul 1534 a intrat cu trupe otomane în Țara Românească, apoi în Transilvania. Lipsit de ajutorul lui Ioan Zápolya, Gritti s-a refugiat în cetatea Mediașului, unde a fost asediat și apoi capturat de trupele lui Ștefan Mailat, ajutate de un contingent trimis de domnul Moldovei Petru Rareș.
Gritti a fost executat la 28 septembrie 1534.
A fost înmormântat în Biserica Franciscană din Mediaș.

## În film
Aloisio Gritti este unul din personajele filmului serial Suleyman Magnificul, realizat în anii 2011-2014. 